# امر مطلق
الزام نامشروط (به آلمانی: kategorischer Imperativ) یا امر مطلق یک مفهوم کلیدی در فلسفهٔ اخلاق ایمانوئل کانت، فیلسوف پروسی قرن هجدهم میلادی است. صورت‌بندی اولیۀ این مفهوم چنین است: «فقط بر مبنای آن اصلی عمل کن که با استناد به آن بتوانی همزمان خواهان تبدیل این اصل به قانونی جهانشمول شوی.»